# Белявский, Николай Иванович
Николай Иванович Белявский (в наградном листе — Белевский) (1908—1944) — Гвардии старший сержант Рабоче-крестьянской Красной Армии, участник Великой Отечественной войны, Герой Советского Союза (1944).

## Биография
Николай Белявский родился в 1908 года в Харькове в рабочей семье. В 1940 году работал плотником на деревообрабатывающем заводе в Нижнем Тагиле Свердловской области. В июле 1941 года был призван на службу в Рабоче-крестьянскую Красную Армию. С октября 1942 года — на фронтах Великой Отечественной войны.
К марту 1944 года гвардии старший сержант Николай Белявский командовал отделением 8-й стрелковой роты 147-го гвардейского стрелкового полка 49-й гвардейской стрелковой дивизии 28-й армии 3-го Украинского фронта. Отличился во время боёв за освобождение Николаева.
12 марта 1944 года Белявский первым из своего взвода форсировал Днепр в районе села Садовое Белозёрского района Херсонской области Украинской ССР, где захватил и удерживал плацдарм, обеспечив переправу для других советских подразделений. В ночь с 27 на 28 марта 1944 года во время разведки боем под Николаевом одним из первых в своём подразделении ворвался в город.
Умер от ран 5 апреля 1944 года. Похоронен в селе Украинка Витовского района Николаевской области. Там же установлен его бюст.
Указом Президиума Верховного Совета СССР от 3 июня 1944 года старший сержант Николай Белявский посмертно был удостоен высокого звания Героя Советского Союза.
Был также награждён медалью «За отвагу» (20.03.1944).

## Семья
Жена — Белявская Анна Алексеевна.

## Память
- На здании завода, где работал Белявский, установлена мемориальная доска.
- В честь Белявского названа улица в Нижнем Тагиле.